# Heinrich Herkner
Heinrich Herkner, född 27 juni 1863 i Reichenberg, Böhmen, död 27 maj 1932 i Berlin, var en österrikisk-tysk nationalekonom.
Herkner blev 1892 professor i folkhushållningslära vid tekniska högskolan i Karlsruhe, 1898 i nationalekonomi och statistik vid universitetet i Zürich, 1907 i nationalekonomi vid tekniska högskolan i Berlin samt 1913 (efter Gustav von Schmoller) professor vid Berlins universitet. Han utgav bland annat det socialstatistiska arbetet Oberelsässische Baumwollindustrie und ihre Arbeiter (1897), Die soziale Reform als Gebot der wirtschaftlichen Fortschritte (1897), Die Bedeutung der Arbeitsfreude in Theorie und Praxis der Volkwirtschaft (1905).
Herkners huvudarbete är Die Arbeiterfrage (1894, femte upplagan 1908). Efter en kortfattad, historisk och samtidsskildrande framställning av arbetarfrågans grundval övergår författaren till en utförlig redogörelse för de samtida socialpolitiska reformsträvandena, deras teoretiska underlag samt faktiska och praktiska utveckling. I tredje avdelningen, "sociala teorier och partier", ger han en översikt av de socialkonservativa, liberala och socialistiska riktningarnas teorier, ledande män, utveckling och verksamhetsresultat. Särskilt till framställningen av marxismen fogas en ganska utförlig kritik. Han själv tillhörde socialliberalismens mer progressiva flygel.